# Болонья, Энрике
Энри́ке Альбе́рто «Бе́то» Боло́нья (исп. Enrique Alberto Bologna; родился 13 февраля 1982 года в Клайполе, партидо Альмиранте-Браун, провинция Буэнос-Айрес) — аргентинский футболист, вратарь клуба «Дефенса и Хустисия».

## Биография
Энрике Болонья — воспитанник академии «Банфилда». За основной состав команды из пригорода Буэнос-Айреса дебютировал в 2007 году. В 2008 году выступал на правах аренды в чемпионате Перу за «Альянсу». В том году Энрике проявил себя в качестве мастера штрафных ударов — с них он забил четыре гола в ворота соперников. Дубль Бето «Универсидаду Сесар Вальехо» позволил «Альянсе» одержать гостевую победу 3:2, а гол «Мельгару» помог добиться гостевой ничей 1:1.
В конце года Болонья вернулся в «Банфилд», а уже в следующем году выиграл с «дрелями» чемпионат Аргентины. Свой единственный гол за родную команду вратарь забил 6 марта 2011 года — на этот раз Энрике отличился с пенальти, открыв счёт в игре Клаусуры с «Ланусом», которая в итоге завершилась победой «Банфилда» 2:1. В сезоне 2011/12 Болонья на правах аренды выступал за «Унион» из Санта-Фе. За эту команду он забил ещё два гола в официальных матчах.
В следующем сезоне аргентинец выступал за «Пеньяроль», с которым стал чемпионом Уругвая и принял участие в розыгрыше Кубка Либертадорес 2013. После возвращения в «Банфилд» помог своей команде добиться возвращения в Примеру.
В 2016 году Энрике Болонья перешёл в «Химнасию» из Ла-Платы. Но уже в июле того же года на правах свободного агента Болонья перешёл в «Ривер Плейт». В первый же год он завоевал с «миллионерами» Кубок Аргентины, однако в матчах участия не принимал. За новую команду Бето дебютировал 19 декабря в гостевой игре чемпионата Аргентины с «Олимпо», победу в которой со счётом 2:1 одержал «Ривер Плейт».

## Забитые голы
| № | Дата             | Матч                                     | Турнир                    | Счёт | Итог |
| - | ---------------- | ---------------------------------------- | ------------------------- | ---- | ---- |
| 1 | 10 марта 2008    | Универсидад Сесар Вальехо — Альянса Лима | Чемпионат Перу 2008       | 2:2  | 2:3  |
| 2 | 10 марта 2008    | Универсидад Сесар Вальехо — Альянса Лима | Чемпионат Перу 2008       | 2:3  | 2:3  |
| 3 | 1 мая 2008       | Университарио — Альянса Лима             | Чемпионат Перу 2008       | 1:1  | 2:1  |
| 4 | 14 мая 2008      | Мельгар — Альянса Лима                   | Чемпионат Перу 2008       | 0:1  | 1:1  |
| 5 | 6 марта 2011     | Банфилд — Ланус                          | Клаусура 2011 (Аргентина) | 1:0  | 2:1  |
| 6 | 19 сентября 2011 | Унион — Расинг Авельянеда                | Апертура 2011 (Аргентина) | 1:1  | 1:1  |
| 7 | 6 ноября 2011    | Унион — Ньюэллс Олд Бойз                 | Апертура 2011 (Аргентина) | 2:1  | 2:1  |

## Титулы и достижения
- Чемпион Аргентины (2): Апертура 2009, 2021
- Вице-чемпион Аргентины (2): 2016/17, 2019/20
- Обладатель Кубка Аргентины (3): 2015/16 (не играл), 2016/17, 2018/19 (не играл)
- Обладатель Суперкубка Аргентины (2): 2018 (не играл), 2019 (не играл)
- Победитель Примеры B Насьональ (1): 2013/14
- Чемпион Уругвая (1): 2012/13
- Обладатель Кубка Либертадорес (1): 2018 (не играл)
- Финалист Кубка Либертадорес (1): 2019 (не играл)
- Обладатель Рекопы (1): 2016 (не играл), 2019 (не играл)